# Haliclona tubuloramosa
Haliclona tubuloramosa är en svampdjursart som först beskrevs av Arthur Dendy 1924.  Haliclona tubuloramosa ingår i släktet Haliclona och familjen Chalinidae. Inga underarter finns listade i Catalogue of Life.